# 徐家杰 (進士)
徐家杰，字冠英，號偉侯。江蘇宜興縣人，寄籍順天宛平（今屬北京市），清朝政治人物，同進士出身。

## 生平
徐家杰於道光二十四年（1844年）考中甲辰恩科举人，道光二十七年（1847年）中張之萬榜三甲進士，與李鴻章同年并為至交。曾任山東益都縣知縣。晚年任北京金臺書院山長。

## 家族
徐家本為宜興望族，科舉極盛。徐家杰有三子，臻寿、致靖、致愉，其中徐致靖為光緒二年（1876年）進士，是戊戌變法中重要人物。徐致靖長子徐仁鑄為光緒十五年（1889年）進士，官至湖南學政；次子徐仁鏡為光緒二十年（1894年）進士，官至翰林院編修。徐致愉子仁錦（筆名凌霄）、仁鈺（筆名一士）皆為著名學者。